# Two Can Dream Alone
Two Can Dream Alone är ett samlingsalbum med tidigt inspelade låtar av Paul Simon och Art Garfunkel, utgivet 2000.

## Låtlista
1. Dream Alone (Garfunkel) - 2:21
2. Beat Love (Garfunkel) - 2:08
3. Beat Love (with harmony) (Garfunkel) - 2:10
4. I Love You (Oh Yes I Do) (Garfunkel) - 2:30
5. Just a Boy (Simon) - 2:10
6. Play Me a Sad Song (Mandis/Simon) - 2:19
7. It Means a Lot to Them (Jordan, Simon) - 2:09
8. Flame (Simon) - 2:22
9. Shy (Simon) - 2:30
10. A Soldier & A Song (Light Your Way) (Garfunkel) - 2:43
11. The Lone Teen Ranger (Simon) - 2:21
12. Hey, Schoolgirl (Garfunkel/Simon) - 2:16
13. Our Song (Garfunkel/Simon) - 1:57
14. That's My Story (Arundel, Simon) - 2:29
15. Teenage Fool (Simon) - 2:47
16. Tia-Juana Blues (Prosen/Simon) - 2:29
17. Dancin' Wild (Garfunkel/Simon) - 2:20
18. Don't Say Goodbye (Garfunkel/Simon) - 2:02
19. Two Teenagers (McCoy) - 2:23
20. True or False (Simon) - 2:12
21. Simon Says (Prosen, Simon) - 2:30